# 奥斯马尼·乌鲁蒂亚
奥斯马尼·乌鲁蒂亚（西班牙語：Osmani Urrutia，1976年6月29日—），古巴棒球运动员。他曾代表古巴国家队参加2004年夏季奥林匹克运动会棒球比赛，结果队伍获得一枚金牌。